# Strakszyszki
Strakszyszki (lit. Strakšiškė) – wieś na Litwie, w okręgu uciańskim, w rejonie ignalińskim, w gminie Cejkinie.

## Historia
W czasach zaborów wieś w okręgu wiejskim Michałowo, w gminie Daugieliszki, w powiecie święciańskim, w guberni wileńskiej Imperium Rosyjskiego. W 1866 roku miała 55 mieszkańców w 7 domach, należała do dóbr skarbowych Daugieliszki. W 1905 roku liczyła 82 mieszkańców, 79 dziesięcin.
W dwudziestoleciu międzywojennym wieś leżała w Polsce, w województwie wileńskim, w powiecie święciańskim, w gminie Daugieliszki.
W 1931 w 7 domach zamieszkiwało 38 osób.
Miejscowość należała do parafii rzymskokatolickiej w Cejkiniach. Podlegała pod Sąd Grodzki w Święcianach i Okręgowy w Wilnie; właściwy urząd pocztowy mieścił się w Cejkiniach.